# Pietre d'inciampo a Venezia

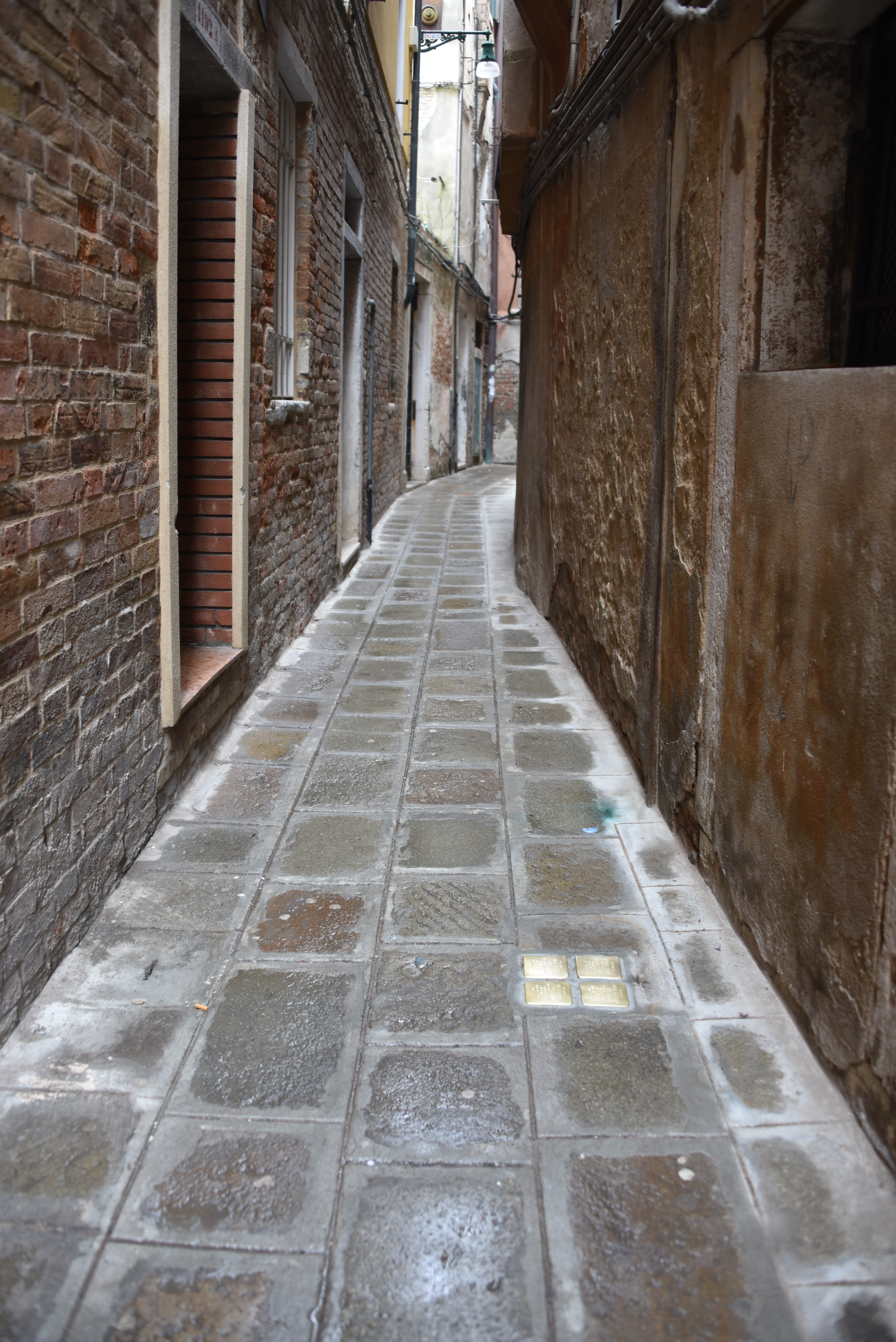
Quattro pietre d'inciampo a Venezia

La lista delle pietre d'Inciampo a Venezia ricorda il destino delle vittime dello sterminio nazista, qualunque sia stato il motivo della persecuzione: religione, razza, idee politiche, orientamenti sessuali. Il progetto è promosso dai seguenti enti e associazioni:
- Comune di Venezia;
- Comunità ebraica di Venezia;
- Istituto veneziano per la storia della Resistenza e della società contemporanea - Iveser,[1]
- Centro Tedesco di Studi Veneziani.[2]

## Posizione delle pietre d'inciampo

### Venezia centro storico e Lido di Venezia
La città storica di Venezia accoglie 197 pietre d'inciampo, la prima è stata collocata il 12 gennaio 2014. Numerose cerimonie di posa sono avvenute alla presenza dell'artista tedesco Gunter Demnig . Le ultime pose in ordine di tempo sono avvenute tra il 17 e 20 gennaio 2025. Alcune pietre sono state poste nel vicino Lido di Venezia.
| Pietra d'inciampo | Pietra d'inciampo                                                         | Pietra d'inciampo | Pietra d'inciampo | Cenni biografici |
| Data di posa      | Luogo di posa                                                             | Stolpersteine     | Incisione | Cenni biografici |
| ----------------- | ------------------------------------------------------------------------- | ----------------- | --- | --- |
| 12 gennaio 2014   | Campo del Ghetto Novo, Cannaregio 2874 45°26′43.89″N 12°19′35.64″E        |                   | 17 AGOSTO 1944 DA QUESTA CASA FURONO DEPORTATI 21 ANZIANI OSPITI ASSASSINATI NEI LAGER NAZISTI                                                   | Casa Israelitica di riposo |
| 12 gennaio 2014   | Calle del Forno, Cannaregio 1156 45°26′41.68″N 12°19′31.66″E              |                   | QUI ABITAVA UGO BENIAMINO LEVI NATO 1897 ARRESTATO 5.12.1943 DEPORTATO AUSCHWITZ MORTO IN DATA IGNOTA                                            | Ugo Beniamino Levi |
| 12 gennaio 2014   | Calle del Forno, Cannaregio 1156 45°26′41.68″N 12°19′31.66″E              |                   | QUI ABITAVA BRUNA GRASSINI NATA 1904 ARRESTATA 5.12.1943 DEPORTATA AUSCHWITZ MORTA IN DATA IGNOTA                                                | Bruna Grassini |
| 12 gennaio 2014   | Calle Ghetto Vecchio, Cannaregio 1223 45°26′41.69″N 12°19′33.09″E         |                   | QUI ABITAVA ALBA CLERLE NATA 1879 ARRESTATA 5.12.1943 DEPORTATA AUSCHWITZ ASSASSINATA 26.2.1944                                                  | Alba Clerle |
| 12 gennaio 2014   | Calle Ghetto Vecchio, Cannaregio 1223 45°26′41.69″N 12°19′33.09″E         |                   | QUI ABITAVA CESIRA CLERLE NATA 1876 ARRESTATA 5.12.1943 DEPORTATA AUSCHWITZ ASSASSINATA 26.2.1944                                                | Cesira Clerle |
| 12 gennaio 2014   | Calle Ghetto Vecchio, Cannaregio 1223 45°26′41.69″N 12°19′33.09″E         |                   | QUI ABITAVA ATTILIO GRASSINI NATO 1879 ARRESTATO 5.12.1943 DEPORTATO AUSCHWITZ ASSASSINATO 26.2.1944                                             | Attilio Grassini |
| 12 gennaio 2014   | Fondamenta dei Mori, Cannaregio 3399 45°26′43.25″N 12°19′56.36″E          |                   | QUI ABITAVA MARCO TODESCO NATO 1891 ARRESTATO 6.12.1943 DEPORTATO AUSCHWITZ MORTO IN DATA IGNOTA                                                 | Marco Todesco |
| 12 gennaio 2014   | Fondamenta dei Mori, Cannaregio 3399 45°26′43.25″N 12°19′56.36″E          |                   | QUI ABITAVA ALBERTO LEONE TODESCO NATO 1930 ARRESTATO 6.12.1943 DEPORTATO AUSCHWITZ MORTO IN DATA IGNOTA                                         | Alberto Leone Todesco |
| 12 gennaio 2014   | Fondamenta dei Mori, Cannaregio 3399 45°26′43.25″N 12°19′56.36″E          |                   | QUI ABITAVA ADELE DINA NATA 1890 ARRESTATA 6.12.1943 DEPORTATA AUSCHWITZ MORTA IN DATA IGNOTA                                                    | Adele Dina |
| 12 gennaio 2014   | Rio Terà de la Madalena, Cannaregio 2337 45°26′36.26″N 12°19′52.85″E      |                   | QUI ABITAVA ELENA MARIANI NATA 1920 ARRESTATA 5.12.1943 DEPORTATA AUSCHWITZ ASSASSINATA 26.2.1944                                                | Elena Mariani |
| 12 gennaio 2014   | Campo drio la Chiesa, Cannaregio 4468-4472 45°26′25.58″N 12°20′14.58″E    |                   | QUI ABITAVA BARTOLOMEO MELONI NATO 1900 ARRESTATO COME POLITICO 4.10.1943 DEPORTATO DACHAU MORTO 9.7.1944                                        | Bartolomeo Meloni |
| 12 gennaio 2014   | Campo della Maddalena, Cannaregio 2115 45°26′36.32″N 12°19′51.32″E        |                   | QUI ABITAVA GIUSEPPE MODENA NATO 1898 ARRESTATO COME POLITICO 18.1.1944 DEPORTATO MAUTHAUSEN ASSASSINATO 13.1.1945                               | Giuseppe Modena |
| 14 gennaio 2015   | Ospedale psichiatrico San Servolo 45°25′11.81″N 12°21′22.36″E             |                   | 11 OTTOBRE 1944 DA QUESTO OSPEDALE FURONO DEPORTATI 6 PAZIENTI EBREI ASSASSINATI NEI LAGER NAZISTI                                               | Ospedale psichiatrico San Servolo                                                                                                   |
| 14 gennaio 2015   | Calle Ghetto Vecchio, Cannaregio 1146 45°26′40.53″N 12°19′32.42″E         |                   | QUI ABITAVA MOISÈ CALIMANI NATO 1870 ARRESTATO 17.8.1944 DEPORTATO AUSCHWITZ ASSASSINATO 7.9.1944                                                | Moisè Calimani |
| 14 gennaio 2015   | Calle Ghetto Vecchio, Cannaregio 1232 45°26′40.53″N 12°19′32.42″E         |                   | QUI ABITAVA ANNINA FOÀ MELLI NATA 1863 ARRESTATA 17.8.1944 DEPORTATA AUSCHWITZ ASSASSINATA 7.9.1944                                              | Annina Foà Melli |
| 14 gennaio 2015   | Calle Emo, Cannaregio 1543 45°26′34.87″N 12°19′34.78″E                    |                   | QUI ABITAVA ANNA JARACH CESANA NATA 1881 ARRESTATA 6.10.1944 DEPORTATA AUSCHWITZ UCCISA ALL'ARRIVO                                               | Anna Jarach Cesana |
| 14 gennaio 2015   | Rio Terà de la Madalena, Cannaregio 2346 45°26′36.43″N 12°19′50.95″E      |                   | QUI ABITAVA ADOLFO OTTOLENGHI NATO 1885 ARRESTATO 17.8.1944 DEPORTATO AUSCHWITZ MORTO IN DATA IGNOTA                                             | Adolfo Ottolenghi |
| 19 gennaio 2016   | Calle Ghetto Vecchio, Cannaregio 1223 45°26′41.69″N 12°19′33.09″E         |                   | QUI ABITAVA SALOMONE ABOAF NATO 1868 ARRESTATO 17.8.1944 DEPORTATO AUSCHWITZ ASSASSINATO 7.9.1944                                                | Salomone Aboaf |
| 19 gennaio 2016   | Rio Terà de la Madalena, Cannaregio 2337 45°26′36.26″N 12°19′52.85″E      |                   | QUI ABITAVA ADA ELENA MARIANI NATA 1927 ARRESTATA 5.12.1943 DEPORTATA AUSCHWITZ ASSASSINATA 26.2.1944                                            | Ada Elena Mariani |
| 19 gennaio 2016   | Rio Terà de la Madalena, Cannaregio 2337 45°26′36.26″N 12°19′52.85″E      |                   | QUI ABITAVA ENRICO MARIANI NATO 1912 ARRESTATO 5.12.1943 DEPORTATO AUSCHWITZ ASSASSINATO 18.1.1945                                               | Enrico Mariani |
| 19 gennaio 2016   | Rio Terà de la Madalena, Cannaregio 2337 45°26′36.26″N 12°19′52.85″E      |                   | QUI ABITAVA FRANCESCO ISACCO MARIANI NATO 1888 ARRESTATO 5.12.1943 DEPORTATO AUSCHWITZ ASSASSINATO 26.2.1944                                     | Francesco Isacco Mariani |
| 19 gennaio 2016   | Campo della Guerra, San Marco 515 45°26′10.22″N 12°20′20.97″E             |                   | QUI ABITAVA RITA CALIMANI NATA 1892 ARRESTATA 5.12.1943 DEPORTATA AUSCHWITZ ASSASSINATA                                                          | Rita Calimani |
| 19 gennaio 2016   | Campo della Guerra, San Marco 515 45°26′10.22″N 12°20′20.97″E             |                   | QUI ABITAVA WALLY NACAMULLI NATA 1914 ARRESTATA 5.12.1943 DEPORTATA AUSCHWITZ ASSASSINATA                                                        | Wally Nacamulli |
| 19 gennaio 2016   | Campo della Guerra, San Marco 515 45°26′10.22″N 12°20′20.97″E             |                   | QUI ABITAVA GIROLAMO SEGRÉ NATO 1914 ARRESTATO 5.12.1943 DEPORTATO AUSCHWITZ ASSASSINATO 26.2.1944                                               | Girolamo Segré |
| 19 gennaio 2016   | Campo della Guerra, San Marco 515 45°26′10.22″N 12°20′20.97″E             |                   | QUI ABITAVA NEDDA SEGRÉ NATA 1933 ARRESTATA 5.12.1943 DEPORTATA AUSCHWITZ ASSASSINATA 26.2.1944                                                  | Nedda Segré |
| 19 gennaio 2016   | Calle Colombina, Cannaregio 2006 45°26′36.75″N 12°19′48.04″E              |                   | QUI ABITAVA GIORGIO OTTOLENGHI NATO 1869 ARRESTATO 6.12.1943 DEPORTATO AUSCHWITZ                                                                 | Giorgio Ottolenghi |
| 19 gennaio 2016   | Calle larga Giacinto Gallina, Cannaregio 5401 45°26′23.11″N 12°20′23.43″E |                   | QUI ABITAVA ELSA ROMANELLI NATA 1889 ARRESTATA 5.12.1943 DEPORTATA AUSCHWITZ ASSASSINATA                                                         | Elsa Romanelli |
| 19 gennaio 2016   | Calle larga Giacinto Gallina, Cannaregio 5401 45°26′23.11″N 12°20′23.43″E |                   | QUI ABITAVA RAFFAELLA ROMANELLI NATA 1897 ARRESTATA 5.12.1943 DEPORTATA AUSCHWITZ ASSASSINATA                                                    | Raffaella Romanelli |
| 19 gennaio 2016   | Calle Scaletta, Castello 6039 45°26′18.29″N 12°20′18.4″E                  |                   | QUI ABITAVA ALBA VIVANTE NATA 1872 ARRESTATA 7.8.1944 DEPORTATA AUSCHWITZ ASSASSINATA                                                            | Alba Vivante |
| 19 gennaio 2016   | Calle Scaletta, Castello 6039 45°26′18.29″N 12°20′18.4″E                  |                   | QUI ABITAVA ANNA VIVANTE NATA 1866 ARRESTATA 7.8.1944 DEPORTATA AUSCHWITZ ASSASSINATA                                                            | Anna Vivante |
| 19 gennaio 2016   | Calle Scaletta, Castello 6039 45°26′18.29″N 12°20′18.4″E                  |                   | QUI ABITAVA COSTANTE VIVANTE NATO 1878 ARRESTATO 7.8.1944 DEPORTATO AUSCHWITZ ASSASSINATO                                                        | Costante Vivante |
| 19 gennaio 2016   | Calle Scaletta, Castello 6039 45°26′18.29″N 12°20′18.4″E                  |                   | QUI ABITAVA IDA VIVANTE NATA 1870 ARRESTATA 7.8.1944 DEPORTATA AUSCHWITZ ASSASSINATA                                                             | Ida Vivante |
| 20 gennaio 2017   | Calle Orto, Cannaregio 1215 45°26′42.91″N 12°19′34.43″E                   |                   | QUI ABITAVA GIUDITTA ABOAF NATA 1894 ARRESTATA 5.5.1944 DEPORTATA AUSCHWITZ ASSASSINATA                                                          | Giuditta Aboaf |
| 20 gennaio 2017   | Calle Orto, Cannaregio 1215 45°26′42.91″N 12°19′34.43″E                   |                   | QUI ABITAVA ACHILLE NAVARRO NATO 1921 ARRESTATO 5.5.1944 DEPORTATO AUSCHWITZ ASSASSINATO                                                         | Achille Navarro |
| 20 gennaio 2017   | Calle Orto, Cannaregio 1215 45°26′42.91″N 12°19′34.43″E                   |                   | QUI ABITAVA AMALIA NAVARRO NATA 1917 ARRESTATA 5.5.1944 DEPORTATA AUSCHWITZ THERESIENSTADT LIBERATA                                              | Amalia Navarro |
| 20 gennaio 2017   | Calle Orto, Cannaregio 1215 45°26′42.91″N 12°19′34.43″E                   |                   | QUI ABITAVA LINA NAVARRO NATA 1926 ARRESTATA 5.5.1944 DEPORTATA AUSCHWITZ THERESIENSTADT LIBERATA                                                | Lina Navarro |
| 20 gennaio 2017   | Calle Ghetto Vecchio, Cannaregio 1150 45°26′40.82″N 12°19′32.03″E         |                   | QUI ABITAVA RICCARDO BRANDES NATO 1917 ARRESTATO 27.7.1944 DEPORTATO AUSCHWITZ ASSASSINATO                                                       | Riccardo Brandes |
| 20 gennaio 2017   | Calle dei Sbianchesini, San Polo 1154 45°26′14.21″N 12°19′57.91″E         |                   | QUI ABITAVA ROMANO BRUSSATO NATO 1914 ARRESTATO COME MILITARE 9.9.1943 DEPORTATO FALLINGBOSTEL ASSASSINATO 7.11.1944 BERGEN-BELSEN               | Romano Brussato |
| 20 gennaio 2017   | Calle dell'Ogio, Cannaregio 2198 45°26′31.83″N 12°19′54.69″E              |                   | QUI ABITAVA AUGUSTO LEVI MINZI NATO 1869 ARRESTATO 17.8.1944 DEPORTATO AUSCHWITZ ASSASSINATO 7.9.1944                                            | Augusto Levi Minzi |
| 20 gennaio 2017   | Calle Scaletta, Castello 6039 45°26′18.29″N 12°20′18.4″E                  |                   | QUI ABITAVA GIANNA CAVALIERI VIVANTE NATA 1888 ARRESTATA 15.2.1944 DEPORTATA RAVENSBRÜCK ASSASSINATA                                             | Gianna Cavalieri Vivante Inizialmente, la pietra posata aveva un'indicazione leggermente diversa che è stata sostituita in seguito: |
| 20 gennaio 2017   | Campiello S. Maria Nova, Cannaregio 5999 45°26′22.79″N 12°20′19.18″E      |                   | QUI ABITAVA ROSITA CORINALDI NATA 1901 ARRESTATA 14.12.1943 DEPORTATA AUSCHWITZ ASSASSINATA 26.2.1944                                            | Rosita Corinaldi |
| 20 gennaio 2017   | Campiello S. Maria Nova, Cannaregio 5999 45°26′22.79″N 12°20′19.18″E      |                   | QUI ABITAVA ANNA DINA NATA 1936 ARRESTATA 5.12.1943 DEPORTATA AUSCHWITZ ASSASSINATA 26.2.1944                                                    | Anna Dina |
| 20 gennaio 2017   | Campiello S. Maria Nova, Cannaregio 5999 45°26′22.79″N 12°20′19.18″E      |                   | QUI ABITAVA GIORGIA DINA NATA 1933 ARRESTATA 5.12.1943 DEPORTATA AUSCHWITZ ASSASSINATA 26.2.1944                                                 | Giorgia Dina |
| 20 gennaio 2017   | Campiello S. Maria Nova, Cannaregio 5999 45°26′22.79″N 12°20′19.18″E      |                   | QUI ABITAVA GUIDO DINA NATO 1929 ARRESTATO 5.12.1943 DEPORTATO AUSCHWITZ ASSASSINATO                                                             | Guido Dina |
| 20 gennaio 2017   | Campiello S. Maria Nova, Cannaregio 5999 45°26′22.79″N 12°20′19.18″E      |                   | QUI ABITAVA LEONE DINA NATO 1942 ARRESTATO 5.12.1943 DEPORTATO AUSCHWITZ ASSASSINATO 26.2.1944                                                   | Leone Dina |
| 20 gennaio 2017   | Campiello S. Maria Nova, Cannaregio 5999 45°26′22.79″N 12°20′19.18″E      |                   | QUI ABITAVA MARIO DINA NATO 1894 ARRESTATO 5.12.1943 DEPORTATO AUSCHWITZ ASSASSINATO                                                             | Mario Dina |
| 20 gennaio 2017   | Campiello S. Maria Nova, Cannaregio 5999 45°26′22.79″N 12°20′19.18″E      |                   | QUI ABITAVA ELENA FANO CORINALDI NATA 1868 ARRESTATA 5.6.1944 DEPORTATA AUSCHWITZ ASSASSINATA 6.8.1944                                           | Elena Fano Corinaldi |
| 20 gennaio 2017   | Calle dei Fabbri, San Marco 4741 45°26′10.42″N 12°20′08.47″E              |                   | QUI ABITAVA BONAVENTURA FERRAZZUTTO NATO 1887 ARRESTATO COME POLITICO 26.11.1943 DEPORTATO MAUTHAUSEN ASSASSINATO 4.10.1944 CASTELLO DI HARTHEIM | Bonaventura Ferrazzutto |
| 20 gennaio 2017   | Calle Ghetto Vecchio, Cannaregio 1156 45°26′41.68″N 12°19′31.66″E         |                   | QUI ABITAVA ANGELO LEVI NATO 1931 ARRESTATO 5.12.1943 DEPORTATO AUSCHWITZ ASSASSINATO 26.2.1944                                                  | Angelo Levi |
| 20 gennaio 2017   | Calle Ghetto Vecchio, Cannaregio 1156 45°26′41.68″N 12°19′31.66″E         |                   | QUI ABITAVA LEONELLA LEVI NATA 1934 ARRESTATA 5.12.1943 DEPORTATA AUSCHWITZ ASSASSINATA 26.2.1944                                                | Leonella Levi |
| 20 gennaio 2017   | Calle Ghetto Vecchio, Cannaregio 1156 45°26′41.68″N 12°19′31.66″E         |                   | QUI ABITAVA LINA LEVI NATA 1937 ARRESTATA 5.12.1943 DEPORTATA AUSCHWITZ ASSASSINATA 26.2.1944                                                    | Lina Levi |
| 20 gennaio 2017   | Calle Ghetto Vecchio, Cannaregio 1156 45°26′41.68″N 12°19′31.66″E         |                   | QUI ABITAVA MARIO LEVI NATO 1940 ARRESTATO 5.12.1943 DEPORTATO AUSCHWITZ ASSASSINATO 26.2.1944                                                   | Mario Levi |
| 20 gennaio 2017   | Calle Ghetto Vecchio, Cannaregio 1156 45°26′41.68″N 12°19′31.66″E         |                   | QUI ABITAVA SILVANA ALDA LEVI NATA 1928 ARRESTATA 5.12.1943 DEPORTATA AUSCHWITZ ASSASSINATA 7.2.1945 BERGEN-BELSEN                               | Silvana Alda Levi |
| 20 gennaio 2017   | Calle Ghetto Vecchio, Cannaregio 1156 45°26′41.68″N 12°19′31.66″E         |                   | QUI ABITAVA VITTORINA LEVI NATA 1926 ARRESTATA 5.12.1943 DEPORTATA AUSCHWITZ ASSASSINATA                                                         | Vittorina Levi |
| 20 gennaio 2017   | Calle della Misericordia, Cannaregio 386 45°26′34.82″N 12°19′19.13″E      |                   | QUI ABITAVA GISELLA CAMPOS NATA 1873 ARRESTATA 9.9.1944 DEPORTATA AUSCHWITZ ASSASSINATA                                                          | Gisella Campos |
| 20 gennaio 2017   | Calle della Misericordia, Cannaregio 386 45°26′34.82″N 12°19′19.13″E      |                   | QUI ABITAVA EDOARDO USIGLI NATO 1876 ARRESTATO 5.12.1943 DEPORTATO AUSCHWITZ ASSASSINATO 26.2.1944                                               | Edoardo Usigli |
| 22 gennaio 2018   | Ospedale SS. Giovanni e Paolo, Castello 6777 45°26′24.63″N 12°20′31.67″E  |                   | NEL 1944 DA QUESTO OSPEDALE FURONO DEPORTATI 15 PAZIENTI EBREI ASSASSINATI NEI LAGER NAZISTI                                                     | Ospedale SS. Giovanni e Paolo |
| 22 gennaio 2018   | Calle Orto, Cannaregio 1215 45°26′42.91″N 12°19′34.43″E                   |                   | QUI ABITAVA REGINA ABOAF NATA 1888 ARRESTATA 5.5.1944 DEPORTATA AUSCHWITZ ASSASSINATA                                                            | Regina Aboaf |
| 22 gennaio 2018   | Calle dei Ormesini, Cannaregio 1445 45°26′42.83″N 12°19′40.56″E           |                   | QUI ABITAVA ACHILLE ABOAF NATO 1891 ARRESTATO 20.8.1944 DEPORTATO AUSCHWITZ ASSASSINATO 30.4.1945                                                | Achille Aboaf |
| 22 gennaio 2018   | Campiello Widmann già Biri, Cannaregio 5373 45°26′24.76″N 12°20′23.05″E   |                   | QUI ABITAVA ANNA BASSANI NATA 1875 ARRESTATA 5.12.1943 DEPORTATA AUSCHWITZ ASSASSINATA 26.2.1944                                                 | Anna Bassani |
| 22 gennaio 2018   | Campo del Ghetto Novo, Cannaregio 2874 45°26′43.89″N 12°19′35.64″E        |                   | QUI ABITAVA EDOARDO BASSANI NATO 1876 ARRESTATO 5.12.1943 DEPORTATO AUSCHWITZ ASSASSINATO 26.2.1944                                              | Edoardo Bassani |
| 22 gennaio 2018   | Castello 5393 45°26′12.23″N 12°20′24.89″E                                 |                   | QUI ABITAVA BRUNO BASSANI NATO 1912 ARRESTATO 5.12.1943 DEPORTATO AUSCHWITZ ASSASSINATO BUCHENWALD                                               | Bruno Bassani |
| 22 gennaio 2018   | Via Orso Partecipazio 4, Lido 45°24′53.79″N 12°22′00.49″E                 |                   | QUI ABITAVA EDGARDO BASSANI NATO 1893 ARRESTATO 1.12.1943 DEPORTATO AUSCHWITZ ASSASSINATO                                                        | Edgardo Bassani |
| 22 gennaio 2018   | Via Orso Partecipazio 4, Lido 45°24′53.79″N 12°22′00.49″E                 |                   | QUI ABITAVA FRANCO BASSANI NATO 1923 ARRESTATO 1.12.1943 DEPORTATO AUSCHWITZ ASSASSINATO                                                         | Franco Bassani |
| 22 gennaio 2018   | Via Orso Partecipazio 4, Lido 45°24′53.79″N 12°22′00.49″E                 |                   | QUI ABITAVA TINA BASSANI NATA 1929 ARRESTATA 1.12.1943 DEPORTATA AUSCHWITZ ASSASSINATA                                                           | Tina Bassani |
| 22 gennaio 2018   | Via Orso Partecipazio 4, Lido 45°24′53.79″N 12°22′00.49″E                 |                   | QUI ABITAVA NIVES SERVADIO NATA 1900 ARRESTATA 1.12.1943 DEPORTATA AUSCHWITZ ASSASSINATA                                                         | Nives Servadio |
| 22 gennaio 2018   | Università Ca' Foscari Venezia, Dorsoduro 3246 45°26′04.44″N 12°19′35.6″E |                   | QUI INSEGNAVA OLGA BLUMENTHAL NATA 1873 ARRESTATA 30.10.1944 DEPORTATA RAVENSBRÜCK ASSASSINATA 24.2.1945                                         | Olga Blumenthal |
| 22 gennaio 2018   | San Marco 2055 45°26′00.19″N 12°20′06.04″E                                |                   | QUI ABITAVA GIULIO FANO NATO 1874 ARRESTATO 5.6.1944 DEPORTATO AUSCHWITZ ASSASSINATO 6.8.1944                                                    | Giulio Fano |
| 22 gennaio 2018   | San Marco 2055 45°26′00.19″N 12°20′06.04″E                                |                   | QUI ABITAVA GIUSEPPE FANO NATO 1870 ARRESTATO 5.6.1944 DEPORTATO AUSCHWITZ ASSASSINATO 6.8.1944                                                  | Giuseppe Fano |
| 22 gennaio 2018   | San Marco 1731 45°26′03.48″N 12°20′07.09″E                                |                   | QUI ABITAVA EMMA GELTRUDE CALIMANI NATA 1875 ARRESTATA 5.12.1943 DEPORTATA AUSCHWITZ ASSASSINATA 26.2.1944                                       | Emma Geltrude Calimani |
| 22 gennaio 2018   | Rio Terà Drio la Chiesa, Cannaregio 1771 45°26′35.15″N 12°19′44.36″E      |                   | QUI ABITAVA GUSTAVO CORINALDI NATO 1881 ARRESTATO 5.12.1943 DEPORTATO AUSCHWITZ ASSASSINATO 26.2.1944                                            | Gustavo Corinaldi |
| 22 gennaio 2018   | Calle Priuli dei Cavaletti, Cannaregio 105 45°26′03.48″N 12°20′07.09″E    |                   | QUI ABITAVA ALDO LEVI NATO 1900 ARRESTATO 5.12.1943 DEPORTATO AUSCHWITZ ASSASSINATO                                                              | Aldo Levi |
| 22 gennaio 2018   | Cannaregio 1091 45°26′41.64″N 12°19′27.66″E                               |                   | QUI ABITAVA IDA CALIMANI NAVARRO NATA 1886 ARRESTATA 11.10.1944 DEPORTATA AUSCHWITZ ASSASSINATA                                                  | Ida Calimani Navarro |
| 28 gennaio 2019   | Cannaregio 506 45°26′41.1″N 12°19′21.61″E45°26'41.1"N 12°19'21.6"E        |                   | QUI ABITAVA GIUSEPPE MUGGIA NATO 1877 ARRESTATO 5.12.1943 DEPORTATO AUSCHWITZ ASSASSINATO 26.2.1944                                              | Giuseppe Muggia |
| 28 gennaio 2019   | Cannaregio 506 45°26′41.1″N 12°19′21.61″E45°26'41.1"N 12°19'21.6"E        |                   | QUI ABITAVA FRANCA MUGGIA NATA 1909 ARRESTATA 5.12.1943 DEPORTATA AUSCHWITZ ASSASSINATA                                                          | Franca Muggia |
| 28 gennaio 2019   | Cannaregio 506 45°26′41.1″N 12°19′21.61″E45°26'41.1"N 12°19'21.6"E        |                   | QUI ABITAVA MARIA ESTER ANNA LEVI MUGGIA NATA 1884 ARRESTATA 5.12.1943 DEPORTATA AUSCHWITZ ASSASSINATA 26.2.1944                                 | Maria Ester Anna Levi Muggia |
| 28 gennaio 2019   | San Polo 2305 45°26′20.1″N 12°19′41.08″E                                  |                   | QUI ABITAVA GIOVANNI GERVASONI NATO 1909 ARRESTATO COME POLITICO 3.1.1944 DEPORTATO DACHAU ASSASSINATO 17.2.1945                                 | Giovanni Gervasoni |
| 28 gennaio 2019   | Calle dei Ormesini, Cannaregio 1445 45°26′42.83″N 12°19′40.56″E           |                   | QUI ABITAVA GINO ABOAF NATO 1925 ARRESTATO 18.8.1944 DEPORTATO AUSCHWITZ MAUTHAUSEN LIBERATO                                                     | Gino Aboaf |
| 31 gennaio 2020   | San Marco 2313 45°25′56.62″N 12°20′38.45″E                                |                   | QUI ABITAVA VITTORIO COEN PORTO NATO 1866 ARRESTATO 2.2.1944 DEPORTATO AUSCHWITZ ASSASSINATO 10.4.1944                                           | Vittorio Coen Porto |
| 31 gennaio 2020   | San Marco 2313 45°25′56.62″N 12°20′38.45″E                                |                   | QUI ABITAVA AMELIA COEN PORTO LEVI NATA 1873 ARRESTATA 5.12.1943 DEPORTATA AUSCHWITZ ASSASSINATA 26.2.1944                                       | Amelia Coen Porto Levi |
| 31 gennaio 2020   | Castello 5117 45°26′13.62″N 12°20′31.67″E                                 |                   | QUI ABITAVA AUGUSTO COEN PORTO NATO 1869 ARRESTATO 5.12.1943 DEPORTATO AUSCHWITZ ASSASSINATO 6.2.1944                                            | Augusto Coen Porto |
| 31 gennaio 2020   | Castello 6222 45°26′16.76″N 12°20′29.9″E                                  |                   | QUI ABITAVA JOLE JESURUM NATA 1926 ARRESTATA 7.11.1944 DEPORTATA RAVENSBRÜCK ASSASSINATA 1.5.1945                                                | Jole Jesurum |
| 31 gennaio 2020   | Castello 6222 45°26′16.76″N 12°20′29.9″E                                  |                   | QUI ABITAVA MARISA JESURUM NATA 1929 ARRESTATA 7.11.1944 DEPORTATA RAVENSBRÜCK DECEDUTA 22.8.1945 BERGEN-BELSEN                                  | Marisa Jesurum |
| 31 gennaio 2020   | Campiello Widmann già Biri, Cannaregio 6042 45°26′25.95″N 12°20′24.13″E   |                   | QUI ABITAVA EUGENIO SARAVAL NATO 1898 ARRESTATO 30.10.1944 DEPORTATO RAVENSBRÜCK ASSASSINATO                                                     | Eugenio Saraval |
| 31 gennaio 2020   | Cannaregio 3826 45°26′30.36″N 12°19′58.94″E                               |                   | QUI ABITAVA GIUSEPPE JONA NATO 1866 CERCÒ RIFUGIO NELLA MORTE 17.9.1943                                                                          | Giuseppe Jona |
| 31 gennaio 2020   | Cannaregio 1600 45°26′37.83″N 12°19′37.89″E                               |                   | QUI ABITAVA LEO MARIANI NATO 1943 ARRESTATO 18.12.1943 DEPORTATO AUSCHWITZ ASSASSINATO 26.2.1944                                                 | Leo Mariani |
| 31 gennaio 2020   | Cannaregio 1600 45°26′37.83″N 12°19′37.89″E                               |                   | QUI ABITAVA PIA CESANA MARIANI NATA 1922 ARRESTATA 5.12.1943 DEPORTATA AUSCHWITZ ASSASSINATA                                                     | Pia Cesana Mariani |
| 31 gennaio 2020   | Campo del Ghetto Novo, Cannaregio 2874 45°26′43.89″N 12°19′35.64″E        |                   | QUI ABITAVA IDA ANCONA NATA 1871 ARRESTATA 17.8.1944 DEPORTATA AUSCHWITZ ASSASSINATA 7.9.1944                                                    | Ida Ancona |
| 31 gennaio 2020   | Campo del Ghetto Novo, Cannaregio 2874 45°26′43.89″N 12°19′35.64″E        |                   | QUI ABITAVA ADA ANCONA NATA 1873 ARRESTATA 5.12.1943 DEPORTATA AUSCHWITZ ASSASSINATA 26.2.1944                                                   | Ada Ancona |
| 31 gennaio 2020   | Santa Croce 2047 45°26′26.88″N 12°19′45.16″E                              |                   | QUI ABITAVA GILDA JESURUM FOA' NATA 1884 ARRESTATA 3.2.1944 DEPORTATA AUSCHWITZ ASSASSINATA 26.2.1944                                            | Gilda Jesurum Foà |
| 25 gennaio 2021   | San Marco 1991                                                            |                   | QUI ABITAVA EUGENIO TODESCO NATO 1897 ARRESTATO 30.10.1943 DEPORTATO AUSCHWITZ ASSASSINATO 23.2.1945 BUCHENWALD                                  | Eugenio Todesco |
| 25 gennaio 2021   | San Marco 1991                                                            |                   | QUI ABITAVA BRUNO TODESCO NATO 1933 ARRESTATO 5.12.1943 DEPORTATO AUSCHWITZ ASSASSINATO 22.2.1944                                                | Bruno Todesco |
| 25 gennaio 2021   | San Marco 1991                                                            |                   | QUI ABITAVA IDA DINA TODESCO NATA 1897 DEPORTATA 5.12.1943 AUSCHWITZ ASSASSINATA                                                                 | Ida Dina Todesco |
| 25 gennaio 2021   | San Marco 1991                                                            |                   | QUI ABITAVA EMILIO TODESCO NATO 1928 ARRESTATO 8.2.1944 DEPORTATO AUSCHWITZ ASSASSINATO 14.3.1945 BUCHENWALD                                     | Emilio Todesco |
| 25 gennaio 2021   | San Marco 1991                                                            |                   | QUI ABITAVA MARIO TODESCO NATO 1926 ARRESTATO 8.2.1944 DEPORTATO AUSCHWITZ ASSASSINATO 5.3.1945 BUCHENWALD                                       | Mario Todesco |
| 25 gennaio 2021   | San Marco 1991                                                            |                   | QUI ABITAVA SERGIO TODESCO NATO 1938 ARRESTATO 5.12.1943 DEPORTATO AUSCHWITZ ASSASSINATO 26.2.1944                                               | Sergio Todesco |
| 25 gennaio 2021   | Castello 6222                                                             |                   | QUI ABITAVA ARRIGO JESURUM NATO 1886 ARRESTATO 4.11.1944 DEPORTATO RAVENSBRÜK ASSASSINATO                                                        | Arrigo Jesurum |
| 25 gennaio 2021   | Cannaregio 1180                                                           |                   | QUI ABITAVA EUGENIA FRANCO PITTERI NATA 1882 ARRESTATA 5.12.1943 DEPORTATA AUSCHWITZ ASSASSINATA 26.2.1944                                       | Eugenia Franco Pitteri |
| 25 gennaio 2021   | Cannaregio 1150                                                           |                   | QUI ABITAVA SUSANNA CALIMANI NACAMULLI NATA 1883 ARRESTATA 5.12.1943 DEPORTATA AUSCHWITZ ASSASSINATA 26.2.1944                                   | Susanna Calimani Nacamulli |
| 25 gennaio 2021   | Cannaregio 2874                                                           |                   | QUI ABITAVA REGINA ABOLAFFIO NATA 1870 ARRESTATA 17.8.1944 DEPORTATA AUSCHWITZ ASSASSINATA 7.9.1944                                              | Regina Abolaffio |
| 25 gennaio 2021   | Cannaregio 2874                                                           |                   | QUI ABITAVA ROSA DE LEON NATA 1878 ARRESTATA 5.12.1943 DEPORTATA AUSCHWITZ ASSASSINATA 26.2.1944                                                 | Rosa De Leon |
| 25 gennaio 2021   | Cannaregio 5400                                                           |                   | QUI ABITAVA ADELE ALMANSI ARRESTATA 5.12.1943 DEPORTATA AUSCHWITZ ASSASSINATA 26.2.1944                                                          | Adele Almansi |
| 25 gennaio 2021   | San Marco 512                                                             |                   | QUI ABITAVA GIUSEPPE TODESCO NATO 1879 ARRESTATO 11.10.1944 DEPORTATO ASSASSINATO                                                                | Giuseppe Todesco |
| 25 gennaio 2021   | San Marco 3242                                                            |                   | QUI ABITAVA FERNANDA ASCOLI NATA 1883 ARRESTATO 6.10.1944 DEPORTATA ASSASSINATA                                                                  | Fernanda Ascoli |
| 25 gennaio 2021   | San Marco 4672                                                            |                   | QUI ABITAVA EMILIO SCARPA NATA 1895 ARRESTATO COME POLITICO 13.9.1944 DEPORTATO MAUTHAUSEN MORTO 15.9.1945                                       | Emilio Scarpa |
| 27 gennaio 2022   | Campo Santa Maria Zobenigo o del Giglio, San Marco 2494                   |                   | QUI ABITAVA FANNY FINZI NATA 1868 ARRESTATA 13.6.1944 DEPORTATA AUSCHWITZ ASSASSINATA 6.8.1944                                                   | Fanny Finzi |
| 27 gennaio 2022   | Cannaregio 4441                                                           |                   | QUI ABITAVA ANNA JONA NATA 1855 ARRESTATA 5.12.1943 DEPORTATA AUSCHWITZ ASSASSINATA 26.2.1944                                                    | Anna Jona Deportata a quasi 89 anni d'età, Anna Jona è la più anziana deportata di Venezia di cui ci sia giunta testimonianza.      |
| 27 gennaio 2022   | Cannaregio 4441                                                           |                   | QUI ABITAVA ANGIOLINA VIVANTE NATA 1878 ARRESTATA 5.12.1943 DEPORTATA AUSCHWITZ ASSASSINATA 26.2.1944                                            | Angiolina Vivante |
| 27 gennaio 2022   | Cannaregio 3958                                                           |                   | QUI ABITAVA GILMO PERLMUTTER NATO 1899 ARRESTATO 13.12.1943 DEPORTATO AUSCHWITZ ASSASSINATO                                                      | Gilmo Perlmutter |
| 27 gennaio 2022   | Cannaregio 3958                                                           |                   | QUI ABITAVA IDA ABOAF NATA 1901 ARRESTATA 5.12.1943 DEPORTATA AUSCHWITZ ASSASSINATA                                                              | Ida Aboaf |
| 27 gennaio 2022   | Cannaregio 3958                                                           |                   | QUI ABITAVA BRUNO PERLMUTTER NATO 1935 ARRESTATO 5.12.1943 DEPORTATO AUSCHWITZ ASSASSINATO 26.2.1944                                             | Bruno Perlmutter |
| 27 gennaio 2022   | Cannaregio 3958                                                           |                   | QUI ABITAVA ACHILLE PERLMUTTER NATO 1924 ARRESTATO 5.12.1943 DEPORTATO AUSCHWITZ ASSASSINATO 26.2.1944                                           | Achille Perlmutter |
| 27 gennaio 2022   | Campo San Marziale, Cannaregio 2491                                       |                   | QUI ABITAVA ADELAIDE SCARAMELLA MESSULAM NATA 1906 ARRESTATA 5.12.1943 DEPORTATA AUSCHWITZ ASSASSINATA                                           | Adelaide Scaramella Messulam |
| 27 gennaio 2022   | Campo San Marziale, Cannaregio 2491                                       |                   | QUI ABITAVA ROSETTA SCARAMELLA MESSULAM NATA 1938 ARRESTATA 5.12.1943 DEPORTATA AUSCHWITZ ASSASSINATA 10.04.1944                                 | Rosetta Scaramella Messulam |
| 27 gennaio 2022   | Campo San Marziale, Cannaregio 2491                                       |                   | QUI ABITAVA ANNA SCARAMELLA MESSULAM NATA 1935 DEPORTATA AUSCHWITZ ASSASSINATA 10.04.1944                                                        | Anna Scaramella Messulam |
| 27 gennaio 2022   | Cannaregio 2607/B                                                         |                   | QUI ABITAVA RAFFAELE GRASSINI NATO 1906 ARRESTATO 5.12.1943 DEPORTATO AUSCHWITZ MORTO 24.2.1945                                                  | Raffaele Grassini |
| 27 gennaio 2022   | Cannaregio 2607/B                                                         |                   | QUI ABITAVA ANGELO GRASSINI NATO 1933 ARRESTATO 5.12.1943 DEPORTATO AUSCHWITZ ASSASSINATO 26.2.1944                                              | Angelo Grassini |
| 27 gennaio 2022   | Cannaregio 2607/B                                                         |                   | QUI ABITAVA MIRNA GRASSINI NATA 1938 ARRESTATA 5.12.1943 DEPORTATA AUSCHWITZ ASSASSINATA 26.2.1944                                               | 'Mirna Grassini |
| 27 gennaio 2022   | Cannaregio 2607/B                                                         |                   | QUI ABITAVA LINA NACAMULLI NATA 1910 ARRESTATA 5.12.1943 DEPORTATA AUSCHWITZ ASSASSINATA                                                         | Lina Nacamulli |
| 27 gennaio 2022   | Cannaregio 2874                                                           |                   | QUI ABITAVA ANNA FORTI NATA 1865 ARRESTATA 17.8.1944 DEPORTATA AUSCHWITZ ASSASSINATA 7.9.1944                                                    | Anna Forti |
| 27 gennaio 2022   | Cannaregio 2874                                                           |                   | QUI ABITAVA ANSELMO GIUSEPPE FORTI NATO 1863 ARRESTATO 17.8.1944 DEPORTATO AUSCHWITZ ASSASSINATO 7.9.1944                                        | Anselmo Giuseppe Forti |
| 27 gennaio 2022   | Cannaregio 2874                                                           |                   | QUI ABITAVA GIUDITTA FORTI NATA 1870 ARRESTATA 17.8.1944 DEPORTATA AUSCHWITZ ASSASSINATA 7.9.1944                                                | Giuditta Forti |
| 27 gennaio 2022   | Cannaregio 2874                                                           |                   | QUI ABITAVA REGINA FINZI NATA 1861 ARRESTATA 17.8.1944 DEPORTATA AUSCHWITZ ASSASSINATA 7.9.1944                                                  | Regina Finzi |
| 27 gennaio 2022   | Cannaregio 2874                                                           |                   | QUI ABITAVA DAVIDE DE LEON NATO 1876 ARRESTATO 5.12.1943 DEPORTATO AUSCHWITZ ASSASSINATO 26.2.1944                                               | Davide De Leon |
| 27 gennaio 2022   | Cannaregio 1150                                                           |                   | QUI ABITAVA ELENA NACAMULLI NATA 1916 ARRESTATA 5.12.1943 DEPORTATA AUSCHWITZ ASSASSINATA                                                        | Elena Nacamulli |
| 27 gennaio 2022   | Cannaregio 1150                                                           |                   | QUI ABITAVA MARA NACAMULLI NATA 1941 ARRESTATA 5.12.1943 DEPORTATA AUSCHWITZ ASSASSINATA                                                         | Mara Nacamulli |
| 27 gennaio 2022   | Cannaregio 996                                                            |                   | QUI ABITAVA ABRAMO MELLI NATO 1902 ARRESTATO 5.12.1943 DEPORTATO AUSCHWITZ ASSASSINATO                                                           | Abramo Melli |
| 27 gennaio 2022   | Cannaregio 996                                                            |                   | QUI ABITAVA ADA MELLI NATA 1899 ARRESTATA 5.12.1943 DEPORTATA AUSCHWITZ ASSASSINATA                                                              | Ada Melli |
| 27 gennaio 2022   | Cannaregio 996                                                            |                   | QUI ABITAVA AMALIA MELLI NATA 1894 ARRESTATA 5.12.1943 DEPORTATA AUSCHWITZ ASSASSINATA                                                           | Amalia Melli |
| 27 gennaio 2022   | Cannaregio 996                                                            |                   | QUI ABITAVA ENRICHETTA MELLI NATA 1890 ARRESTATA 5.12.1943 DEPORTATA AUSCHWITZ ASSASSINATA                                                       | Enrichetta Melli |
| 27 gennaio 2022   | Cannaregio 413/A                                                          |                   | QUI ABITAVA OSCAR CARLI NATO 1919 CATTURATO 9.9.1943 DEPORTATO NEUENGAMME ASSASSINATO 29.1.1944                                                  | Oscar Carli |
| 27 gennaio 2022   | Cannaregio 262                                                            |                   | QUI ABITAVA BENEDETTA DINA POLACCO NATA 1869 ARRESTATA 4.9.1944 DEPORTATA AUSCHWITZ ASSASSINATA                                                  | Bendetta Dina Polacco |
| 27 gennaio 2022   | Dorsoduro 3441                                                            |                   | QUI ABITAVA ADOLFO NUNES VAIS NATO 1925 ARRESTATO 17.3.1944 DEPORTATO AUSCHWITZ MORTO 15.3.1945 GROSS-ROSEN                                      | Adolfo Nunes Vais |
| 27 gennaio 2022   | Dorsoduro 3441                                                            |                   | QUI ABITAVA SALVATORE VIVANTE NATO 1921 ARRESTATO 17.1.1944 DEPORTATO AUSCHWITZ ASSASSINATO                                                      | Salvatore Vivante |
| 17 gennaio 2023   | Campiello del Teatro, San Marco 3877                                      |                   | QUI ABITAVA ALDO SALOM NATO 1906 ARRESTATO 8.5.1944 DEPORTATO AUSCHWITZ MORTO 7.5.1945                                                           | Aldo Salom |
| 17 gennaio 2023   | San Marco 1979                                                            |                   | QUI ABITAVA ARRIGO BERNAU NATO 1886 ARRESTATO 31.12.1943 DEPORTATO AUSCHWITZ ASSASSINATO                                                         | Arrigo Bernau |
| 17 gennaio 2023   | San Marco 1801                                                            |                   | QUI ABITAVA ELOISA SCANDIANI NATA 1863 ARRESTATA 31.10.1944 DEPORTATA RAVENSBRÜCK ASSASSINATA 31.12.1944                                         | Eloisa Scandiani |
| 17 gennaio 2023   | San Marco 4402                                                            |                   | QUI ABITAVA RICCARDO MARSIGLIO NATO 1866 ARRESTATO 9.6.1944 DEPORTATO AUSCHWITZ ASSASSINATO                                                      | Riccardo Marsiglio |
| 17 gennaio 2023   | San Marco 1063                                                            |                   | QUI ABITAVA ETTORE MARELLA NATO 1892 ARRESTATO COME POLITICO 13.9.1944 DEPORTATO MAUTHAUSEN ASSASSINATO 10.4.1945                                | Ettore Marella |
| 17 gennaio 2023   | San Marco 1033                                                            |                   | QUI ABITAVA EMMA VITTA NATO 1887 ARRESTATA 5.12.1943 DEPORTATA AUSCHWITZ ASSASSINATA                                                             | Emma Vitta |
| 17 gennaio 2023   | San Marco 1033                                                            |                   | QUI ABITAVA MARCO ETTORE VITTA NATO 1884 ARRESTATO 5.12.1943 DEPORTATO AUSCHWITZ ASSASSINATO 6.8.1944                                            | Marco Ettore Vitta |
| 17 gennaio 2023   | San Marco 1033                                                            |                   | QUI ABITAVA CARLO VITTA NATO 1891 ARRESTATO 5.12.1943 DEPORTATO AUSCHWITZ ASSASSINATO 22.1.1945 DACHAU                                           | Carlo Vitta |
| 17 gennaio 2023   | Castello 6005                                                             |                   | QUI ABITAVA CLEMENTINA GIUSEPPINA POLACCO NATA 1875 ARRESTATA 5.12.1943 DEPORTATA AUSCHWITZ ASSASSINATA 26.2.1944                                | Clementina Polacco |
| 17 gennaio 2023   | Corte Morosina, Cannaregio 5822                                           |                   | QUI ABITAVA MARCO RIETTI NATO 1880 ARRESTATO 11.11.1943 DEPORTATO AUSCHWITZ ASSASSINATO 26.2.1944                                                | Marco Rietti |
| 17 gennaio 2023   | Cannaregio 3605                                                           |                   | QUI ABITAVA EMMA SARAVALLE NATA 1865 ARRESTATA 31.10.1943 DEPORTATA RAVENSBRÜCK ASSASSINATA                                                      | Emma Saravalle |
| 17 gennaio 2023   | Cannaregio 2198                                                           |                   | QUI ABITAVA REGINA ALLEGRINA NAVARRO NATA 1885 ARRESTATA 5.12.1943 DEPORTATA AUSCHWITZ ASSASSINATA                                               | Regina Allegrina Navarro |
| 17 gennaio 2023   | Cannaregio 2337                                                           |                   | QUI ABITAVA BELLINA MELLI NATA 1887 ARRESTATA 5.12.1943 DEPORTATA AUSCHWITZ ASSASSINATA 26.2.1944                                                | Bellina Melli |
| 17 gennaio 2023   | Cannaregio 1950                                                           |                   | QUI ABITAVA MARCO JARACH NATO 1877 ARRESTATO 5.12.1943 DEPORTATO AUSCHWITZ ASSASSINATO 26.2.1944                                                 | Marco Jarach |
| 17 gennaio 2023   | Cannaregio 1215                                                           |                   | QUI ABITAVA VITTORIO NACAMULLI NATO 1908 ARRESTATO 5.5.1944 DEPORTATO AUSCHWITZ ASSASSINATO 31.8.1944                                            | Vittorio Nacamulli |
| 17 gennaio 2023   | Cannaregio 1215                                                           |                   | QUI ABITAVA COSTANZA MISANO NATA 1906 ARRESTATA 5.5.1944 DEPORTATA AUSCHWITZ ASSASSINATA                                                         | Costanza Misano |
| 17 gennaio 2023   | Cannaregio 1215                                                           |                   | QUI ABITAVA GINA NACAMULLI NATA 1935 ARRESTATA 5.5.1944 DEPORTATA AUSCHWITZ ASSASSINATA 30.6.1944                                                | Gina Nacamulli |
| 17 gennaio 2023   | Cannaregio 1215                                                           |                   | QUI ABITAVA UMBERTO NACAMULLI NATO 1944 ARRESTATO 5.5.1944 DEPORTATO AUSCHWITZ ASSASSINATO 30.6.1944                                             | Umberto Nacamulli |
| 17 gennaio 2023   | Cannaregio1180                                                            |                   | QUI ABITAVA SAMUELE LEONE FOA' NATO 1888 ARRESTATO 5.12.1943 DEPORTATO AUSCHWITZ ASSASSINATO                                                     | Samuele Leone Foà |
| 17 gennaio 2023   | Cannaregio1150                                                            |                   | QUI ABITAVA CLEMENTINA FANO NATA 1890 ARRESTATA 5.12.1943 DEPORTATO AUSCHWITZ MORTA 28.2.1945                                                    | Clementina Fano |
| 17 gennaio 2023   | Cannaregio1150                                                            |                   | QUI ABITAVA ELOIS RAVA' NATA 1878 ARRESTATA 5.12.1943 DEPORTATA AUSCHWITZ ASSASSINATA 26.2.1944                                                  | Eloisa Ravà |
| 17 gennaio 2023   | Cannaregio 1135                                                           |                   | QUI ABITAVA BRUN BASSO NATO 1923 ARRESTATO 18.8.1944 DEPORTATO AUSCHWITZ MORT0 31.1.1945                                                         | Bruno Basso |
| 17 gennaio 2023   | Cannaregio 1062                                                           |                   | QUI ABITAVA LIDIA LOPES PEGNA NATA 1919 ARRESTATA 5.12.1943 DEPORTATA AUSCHWITZ ASSASSINATA                                                      | Lidia Lopes |
| 17 gennaio 2023   | Cannaregio 1062                                                           |                   | QUI ABITAVA LUCIANO MARIANI NATO 1913 ARRESTATO 5.12.1943 DEPORTATO AUSCHWITZ LIBERATO                                                           | Luciano Mariani |
| 15 gennaio 2024   | Salizada dei Greci, Castello 3458                                         |                   | QUI ABITAVA ELIA GINO MUSATTI NATO 1877 ARRESTATO 6.10.1944 DEPORTATO RAVENBRÜCK ASSASSINATO                                                     | Elia Gino Musatti |
| 15 gennaio 2024   | Castello 5117                                                             |                   | QUI ABITAVA ROSALIA LUZZATTO NATA 1871 ARRESTATA 30.12.1943 DEPORTATA AUSCHWITZ ASSASSINATA 26.2.1944                                            | Rosalia Luzzatto |
| 15 gennaio 2024   | Castello 6664/a                                                           |                   | QUI ABITAVA ADELE COEN NATa 1881 ARRESTATA 5.12.1943 DEPORTATA AUSCHWITZ ASSASSINATA 26.2.1944                                                   | Adele Coen |
| 15 gennaio 2024   | Castello 6664/a                                                           |                   | QUI ABITAVA ALICE COEN NATa 1873 ARRESTATA 5.12.1943 DEPORTATA AUSCHWITZ ASSASSINATA 26.2.1944                                                   | Alice Coen |
| 15 gennaio 2024   | Cannaregio 4927                                                           |                   | QUI ABITAVA RENZO SORATO NATO 1920 CATTURATO 9.9.1943 DEPORTATO PRZEMYSL ASSASSINATO 25.4.1945 DURANTE IL TRASPORTO CECOSLOVACCHIA               | Renzo Sorato |
| 15 gennaio 2024   | Cannaregio 4228                                                           |                   | QUI ABITAVA GIACOMO POLACCO NATO 1883 ARRESTATO 5.12.1943 DEPORTATO AUSCHWITZ ASSASSINATO 26.2.1944                                              | Giacomo Polacco |
| 15 gennaio 2024   | Cannaregio 4228                                                           |                   | QUI ABITAVA MOSÈ POLACCO NATO 1921 ARRESTATO 3.12.1943 DEPORTATO AUSCHWITZ ASSASSINATO 31.3.1944                                                 | Mosè Polacco |
| 15 gennaio 2024   | Cannaregio 4228                                                           |                   | QUI ABITAVA REGINA POLACCO NATA 1910 ARRESTATA 3.12.1943 DEPORTATA AUSCHWITZ ASSASSINATA 30.9.1944                                               | Regina Polacco |
| 15 gennaio 2024   | Cannaregio 2278                                                           |                   | QUI ABITAVA PAOLA SONINO NATA 1915 ARRESTATA 29.1.1944 DEPORTATA AUSCHWITZ ASSASSINATA                                                           | Paola Sonino |
| 15 gennaio 2024   | Cannaregio 2897                                                           |                   | QUI ABITAVA ELVIRA PARDO NATA 1883 ARRESTATA 5.12.1943 DEPORTATA AUSCHWITZ ASSASSINATA 26.2.1944                                                 | Elvira Pardo |
| 15 gennaio 2024   | Cannaregio 2894                                                           |                   | QUI ABITAVA CARLOTTA CANTONI NATA 1883 ARRESTATA 5.12.1943 DEPORTATA AUSCHWITZ ASSASSINATA 26.2.1944                                             | Carlotta Cantoni |
| 15 gennaio 2024   | Cannaregio 2874                                                           |                   | QUI ABITAVA ANGELO LIMENTANI NATO 1888 ARRESTATO 5.12.1943 DEPORTATO AUSCHWITZ ASSASSINATO                                                       | Angelo Limentani |
| 15 gennaio 2024   | Cannaregio 2874                                                           |                   | QUI ABITAVA EUGENIA LOEWENTHAL NATA 1880 ARRESTATA 5.12.1943 DEPORTATA AUSCHWITZ ASSASSINATA 26.2.1944                                           | Eugenia Loewenthal |
| 15 gennaio 2024   | Cannaregio 1215                                                           |                   | QUI ABITAVA ANNA JARACH NATA 1874 ARRESTATA 8.10.1944 DETENUTA RISIERA DI SAN SABBA ASSASSINATA                                                  | Anna Jarach |
| 16 gennaio 2024   | Campo San Lio, Castello 5659                                              |                   | QUI ABITAVA RITA ANCONA NATA 1926 ARRESTATA 3.10.1944 DEPORTATA RAVENBRÜCK LIBERATA RETZOW-RECHLIN                                               | Rita Ancona |
| 16 gennaio 2024   | San Marco 512                                                             |                   | QUI ABITAVA GIUSEPPE BORALEVI NATO 1880 ARRESTATO 11.10.1944 DEPORTATO ASSASSINATO                                                               | Giuseppe Boralevi |
| 16 gennaio 2024   | Castello 4238                                                             |                   | QUI ABITAVA REGINA BRANDES NATA 1909 ARRESTATA 13.10.1944 DEPORTATA RAVENSBRÜCK LIBERATA                                                         | Regina Brandes |
| 16 gennaio 2024   | San Marco 2151                                                            |                   | QUI ABITAVA BELLINA LINA AUGUSTA COLORNI NATA 1892 ARRESTATA 5.12.1943 DEPORTATA AUSCHWITZ ASSASSINATA 26.2.1944                                 | Bellina Lina Augusta Colorni |
| 16 gennaio 2024   | Dorsoduro 2582                                                            |                   | QUI ABITAVA CESARE SALOMONE LUZZATTO NATO 1870 ARRESTATO 7.8.1944 DEPORTATO AUSCHWITZ ASSASSINATO                                                | Cesare Salomone Luzzatto |
| 16 gennaio 2024   | Dorsoduro 2582                                                            |                   | QUI ABITAVA ELISA POPPER NATA 1893 ARRESTATA 7.8.1944 DEPORTATA AUSCHWITZ ASSASSINATA                                                            | Elisa Popper |
| 16 gennaio 2024   | Santa Croce 899/B 45°26′10.56″N 12°18′58.06″E                             |                   | QUI ABITAVA EDOARDO CIPULAT NATO 1925 ARRESTATO COME POLITICO 7.4.1944 DEPORTATO DACHAU ASSASSINATO 28.3.1945                                    | Edoardo Cipulat |
| 16 gennaio 2024   | San Polo 2283                                                             |                   | QUI ABITAVA CARLO CASELLI NATO 1908 ARRESTATO COME POLITICO 2.10.1944 DEPORTATO MAUTHAUSEN ASSASSINATO 4.3.1945                                  | Carlo Caselli |
| 16 gennaio 2024   | San Polo 1759 45°26′14.17″N 12°19′49.44″E                                 |                   | QUI ABITAVA GILDO BARBON NATO 1910 ARRESTATO COME POLITICO DEPORTATO MAUTHAUSEN MORTO 12.5.1945                                                  | Gildo Barbon |
| 17 gennaio 2025   | San Marco 2511/A                                                          |                   | QUI ABITAVA ALESSANDRO NAVARRO NATO 1869 ARRESTATO 8.6.1944 DEPORTATO AUSCHWITZ ASSASSINATO 6.8.1944                                             | Alessandro Navarro |
| 17 gennaio 2025   | San Marco 3870                                                            |                   | | Vittorio Navarra |
| 17 gennaio 2025   | San Marco 3999                                                            |                   | QUI ABITAVA VITTORIA TEDESCHI NATA 1870 ARRESTATA 6.12.1943 DEPORTATA RAVENSBRÜCK ASSASSINATA                                                    | Vittoria Tedeschi |
| 17 gennaio 2025   | San Marco 4629                                                            |                   | QUI ABITAVA RAFFAELE LEGHZIEL NATO 1910 ARRESTATO 7.8.1944 DEPORTATO AUSCHWITZ ASSASSINATO                                                       | Raffaele Leghziel |
| 17 gennaio 2025   | San Polo 1512                                                             |                   | QUI ABITAVA ENRICA POLACCO NATA 1913 ARRESTATA 3.12.1943 DEPORTATA AUSCHWITZ LIBERATA THERESIENSTAD                                              | Enrica Polacco |
| 17 gennaio 2025   | Lido di Venezia, Via Tiro 6                                               |                   | QUI ABITAVA GINA GIULIA MIELI NATA 1895 ARRESTATA 5.12.1943 DETENUTA RISIERA DI SAN SABBA ASSASSINATA OTT. 1944                                  | Gina Giulia Mieli |
| 17 gennaio 2025   | Lido di Venezia, Via Tiro 6                                               |                   | QUI ABITAVA IDA MIELI NATA 1882 ARRESTATA 5.12.1943 DETENUTA RISIERA DI SAN SABBA ASSASSINATA                                                    | Ida Mieli |
| 17 gennaio 2025   | Lido di Venezia, via Orso Partecipazio 24                                 |                   | QUI ABITAVA ADA KUHN NATA 1884 ARRESTATA 5.12.1943 DEPORTATA AUSCHWITZ ASSASSINATA 26.2.1944                                                     | Ada Kuhn |
| 17 gennaio 2025   | Lido di Venezia, via Orso Partecipazio 24                                 |                   | QUI ABITAVA BEATRICE KUHN NATA 1874 ARRESTATA 5.12.1943 DEPORTATA AUSCHWITZ ASSASSINATA 26.2.1944                                                | Beatrice Kuhn |
| 17 gennaio 2025   | Lido di Venezia, via Sandro Gallo 116                                     |                   | QUI ABITAVA GINO VIANELLO NATO 1917 ARRESTATO COME POLITICO DEPORTATO MAUTHAUSEN ASSASSINATO 29.12.1944                                          | Gino Vianello |

### Mestre e terraferma veneziana
Il 28 gennaio 2022 è stata posata la prima pietra d'inciampo a Mestre. Il 15 gennaio 2024 sono state posate altre tre pietre d'inciampo nella terraferma veneziana, tra Mestre e Favaro Veneto, seguite ad altre due il 20 gennaio 2025 tra Favaro e Gazzera . 
| Pietra d'inciampo | Pietra d'inciampo                                       | Pietra d'inciampo | Pietra d'inciampo | Cenni biografici     |
| Data di posa      | Luogo di posa                                           | Stolpersteine     | Incisione | Cenni biografici     |
| ----------------- | ------------------------------------------------------- | ----------------- | --- | -------------------- |
| 28 gennaio 2022   | Via del Rigo, 2 Mestre 45°30′05.06″N 12°15′12.72″E      |                   | QUI ABITAVA VITTORIO BASSI NATO 1901 ARRESTATO 18.12.1943 DEPORTATO AUSCHWITZ ASSASSINATO                            | Vittorio Bassi       |
| 15 gennaio 2024   | Via Bembo, 1 Mestre 45°29′09.04″N 12°14′17.59″E         |                   | QUI ABITAVA ANGELO COLOMBO NATO 1912 ARRESTATO 31.3.1944 DEPORTATO AUSCHWITZ ASSASSINATO 30.4.1944                   | Angelo Colombo       |
| 15 gennaio 2024   | Via delle Muneghe Favaro Veneto 45°30′26″N 12°17′11.6″E |                   | QUI ABITAVA LUIGI MILANI NATO 1923 CATTURATO 9.9.1943 DEPORTATO TREUENBRIETZEN ASSASSINATO 23.4.1945                 | Luigi Milani         |
| 15 gennaio 2024   | Via Terraglietto, 12 Mestre 45°31′08.57″N 12°14′19.63″E |                   | QUI ABITAVA GUGLIELMO TRABACCHIN NATO 1912 CATTURATO 9.9.1943 DEPORTATO HOHEINSTEIN ASSASSINATO 6.9.1944 AMBURGO     | Guglielmo Trabacchin |
| 20 gennaio 2025   | piazza Pastrello 1, Favaro Veneto                       |                   | A FAVARO VENETO ABITAVA ARCISO VIVIAN NATO 1922 CATTURATO 9.9.1943 DEPORTATO STARGARD ASSASSINATO 21.5.1944 DORTMUND | Arciso Vivian        |
| 20 gennaio 2025   | Via Asseggiano 2, Gazzera                               |                   | ALLA GAZZERA ABITAVA GIOVANNI MOGNATO NATO 1909 CATTURATO 8.9.1943 DEPORTATO BATHORN ASSASSINATO 6.8.1944 DORTMUND   | Giovanni Mognato     |